# 0 A.D.
《0 A.D.》是跨平台的历史题材自由及开放源代码3D即时战略游戏，风格类似于世紀帝國系列遊戲。遊戲的題材著重於西元前500年到西元后500年的歷史，支援Windows、OS X和Linux。遊戲的開發精神是完全免費而且開放源始碼，在GPL 2+條款下授權遊戲引擎，CC-BY-SA條款下授權遊戲美術內容。

## 历史
0 A.D.由Wildfire Games开发，项目开始2000年酝酿，2003年正式开始，作为帝国时代的mod，但因为限制的寻求独立。目前遊戲仍然在開發中，尚未完成，最終版的發行日期仍未確定。不過，在官方網站上可以下載到Alpha版的遊戲。
在2010年3月23日大约有10到15人在0 A.D.工作，但自从开始开发后已经有超过100人作出了贡献。

## 遊戲內容

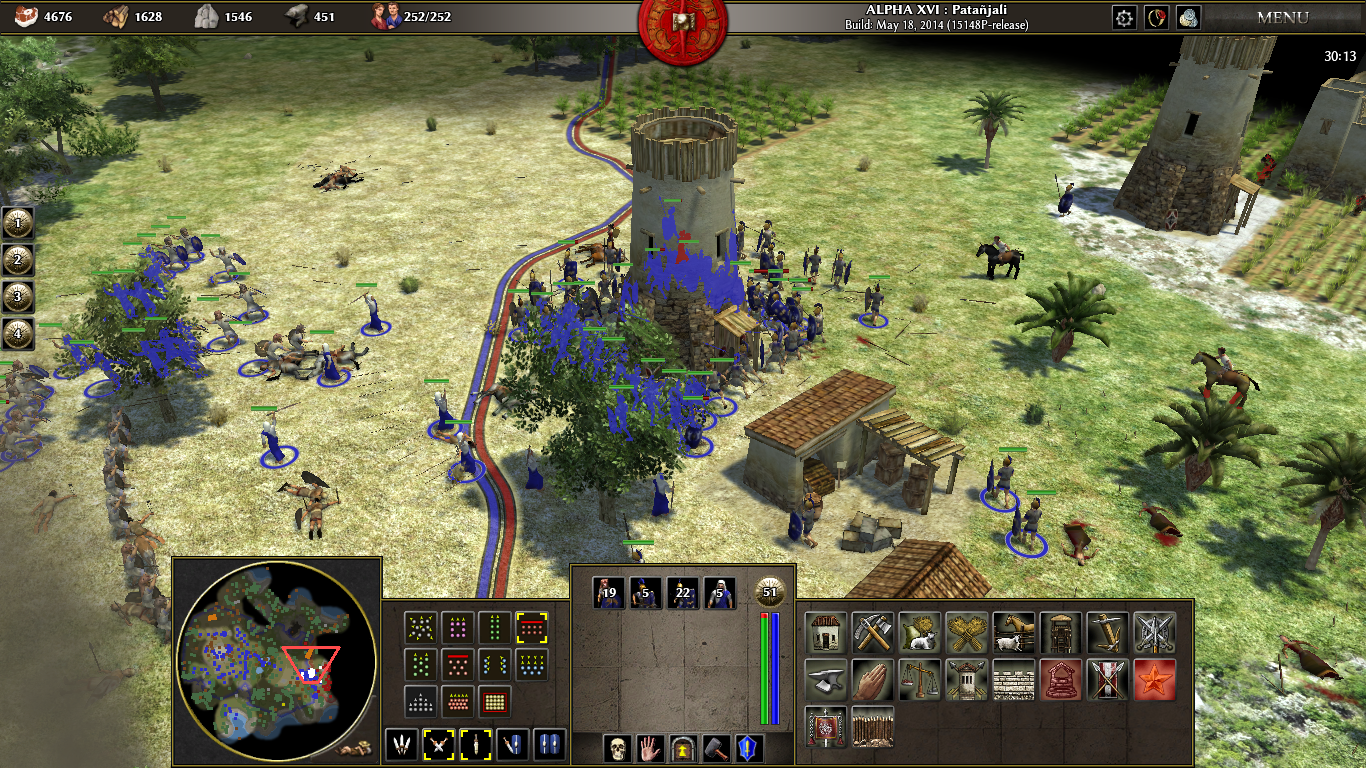
0 A.D. 遊戲截圖（Alpha 16版）

《0 A.D.》就如同許多即時戰略遊戲，包含了建設基地、訓練軍隊、戰鬥和研發科技等要素。遊戲的陣營包含多個文明，而每個文明都有自己獨特的軍隊和建築。
玩家可以從12個古典文明中挑選一個陣營遊玩。一場遊戲的勝利條件有幾種可以設定，例如，把敵人一個不剩的消滅掉，或者建造該陣營的「奇觀」（Wonder，一棟非常昂貴、建造非常耗時的後期建築）。
類似於《世紀帝國》系列，在一場遊戲開始時，玩家會有一棟「城鎮中心」類的主建築、數名男性士兵和一些女性人民。這棟主建築（依照所選文明的不同，會有不同的名字和外觀）的基本功能是訓練基礎的士兵和女性公民，玩家接著可以把士兵和女性公民派去蒐集木頭、石頭或金屬之類的資源，或者打獵和種田。基礎的士兵都屬於「市民兵」（Citizen Soldier），這表示他們既可以採集資源、興建所有種類的房舍，也可以進行戰鬥。而女性公民則只能以較慢的速度採集資源和建造最基本的建築物，然而訓練女性公民的費用比公民兵低的多。
玩家可以靠採集來的資源興建房屋、軍營、碼頭、哨戒塔等設施。大多數的建築必須蓋在自己的領土內，新蓋的建築周圍的地會變成玩家的領土。有少數建築可以蓋在玩家自己的領土以外，但多數這類建築仍然不能蓋在敵人的領土上。城鎮中心是少數可以可以蓋在自己領土以外的建築，建造這棟建築可以讓玩家獲得大片土地。軍營可以訓練更進階的步兵和騎兵進行戰鬥，也可以進行研發，讓軍隊更加強大。
遊戲把文明的科技分為3個階段，玩家一開始處在村莊（Village）階段。之後當玩家興建了足夠的建築，並且蒐集了足夠的資源以後，玩家就可以透過城鎮中心「升級」到下一個文明階段。城鎮階段之後，玩家可以進步到鄉鎮（Town）階段，最後發展到城市（City）階段。升級到新的階段會讓玩家可以訓練更進階的部隊，以及研發更進階的科技、興建更進階的建築。
玩家隨時都可以集結自己的士兵，對敵人發動攻擊。除了同時肩負工作和戰鬥責任的市民兵以外，遊戲中的高階部隊往往是職業軍人，他們在遊戲中除了戰鬥以外沒有別的職責。他們普遍比市民兵強悍，但也要花較多的資源訓練。另外，士兵們可以組成各種陣型進行戰鬥，例如方陣、箱型陣等。
遊戲中的12個陣營各自有各自的特色。他們各有不同的部隊可以訓練，不同的建築可以建造。舉例來說，印度孔雀王朝可以訓練各種戰象，但不能建造任何攻城兵器；羅馬共和國則可以建造遊戲中最強大的攻城兵器，但他們的騎兵種類較少。

### 文明
《0 A.D.》的陣營總共包含12個古典時代的古代文明，某些陣營在歷史上有相似的文化，在遊戲中他們也會有共通的特色。
| 文明 | - 古雅典人 - 馬其頓人 - 斯巴達人 | - 不列顛人 - 高盧人 - 伊比利亞人 | - 羅馬共和國 - 塞琉古帝国 - 埃及托勒密王國 | - 迦太基 - 波斯帝國 - 印度孔雀帝國 |

- 迦太基人有最強大的海軍，最好的貿易。軍隊包含戰象和迦太基聖團，其餘部隊是昂貴的傭兵。
- 有兩個凱爾特人的陣營可選，他們專精於肉搏戰，海軍船艦和攻城武器很少，他們有便宜、建造迅速的木造建築，但這些建築不如其他文明的石造建築堅固。
  - 不列顛人有長劍兵、馬戰車和強大的肉搏戰士兵，並且可以訓練軍犬。
  - 高盧人可以訓練凱爾特人之中最重裝的步兵和騎兵。
- 有3個古希臘的陣營可選，他們有一些相同的特質，包含較堅固的建築、強大的三列槳座戰船、便宜的科技研發。他們的軍隊可以組成方陣陣型，使得他們的希臘重裝步兵對來自正面的攻擊所向無敵。
  - 古雅典人的文化很興盛，他們在遊戲中可建造希臘劇場和希臘體育館。除此以外，雅典海軍是古希臘陣營中最強大的。
  - 馬其頓人有豐富多樣的兵種，他們的步兵可以組成馬其頓方陣。他們的攻城能力很強，攻城塔是他們強大的攻城武器，可以讓大批弓箭手進駐其中發動攻擊。
  - 斯巴達人的軍隊比起另外兩個希臘陣營來說比較單一，但他們的肉搏步兵在方陣中相當致命。
- 伊比利亞人的步兵是遊戲中腳程最快、遠程攻擊也最快的士兵，尤其是他們的巴利阿里擲石兵（Balearic Slingers）。他們的某些遠程士兵可以發射點火的投射物。托雷多鋼（英语：Toledo steel）讓他們有更優良的金屬武器。
- 印度孔雀帝國是古印度人的帝國。雖然他們沒有攻城武器，但他們有三種不同的大象部隊，例如可以修復建築的工作象。
- 波斯帝國是一個無所不包的陣營，有多種的士兵可訓練。他們的步兵較弱而且裝備簡陋，但是可以輕易大量訓練。另一方面，他們有遊戲中最強（也最昂貴）的騎兵，也遊戲中唯一可以訓練所有種類騎兵的陣營，包含獨特的刀輪戰車。他們的建築是遊戲中最難攻不破的。
- 羅馬共和國有最強的劍士（羅馬青年兵），同時有遊戲中最強的攻城武器。他們還可以在敵人的領土上建造獨特的攻城牆，把敵人的都市團團包圍。
- 亞歷山大建立的帝國，最終分崩離析成3個繼業者王國，他們可以建造圖書館，步兵較為強悍，但訓練時間較久。
  - 埃及托勒密王國有很強的海軍。他們可以有昂貴的傭兵，但也可以大量訓練便宜的埃及士兵。
  - 塞琉古帝國混合了希臘和東方的特色，他們有希臘式的重步兵，也有東方的輕步兵和騎兵，包含鐵甲騎兵、印度戰象和刀輪戰車
  - 馬其頓王國除了屬於古希臘文化，也是後繼王國的一員，因此他們同時有兩者的特色和多樣化的部隊。

## 开发

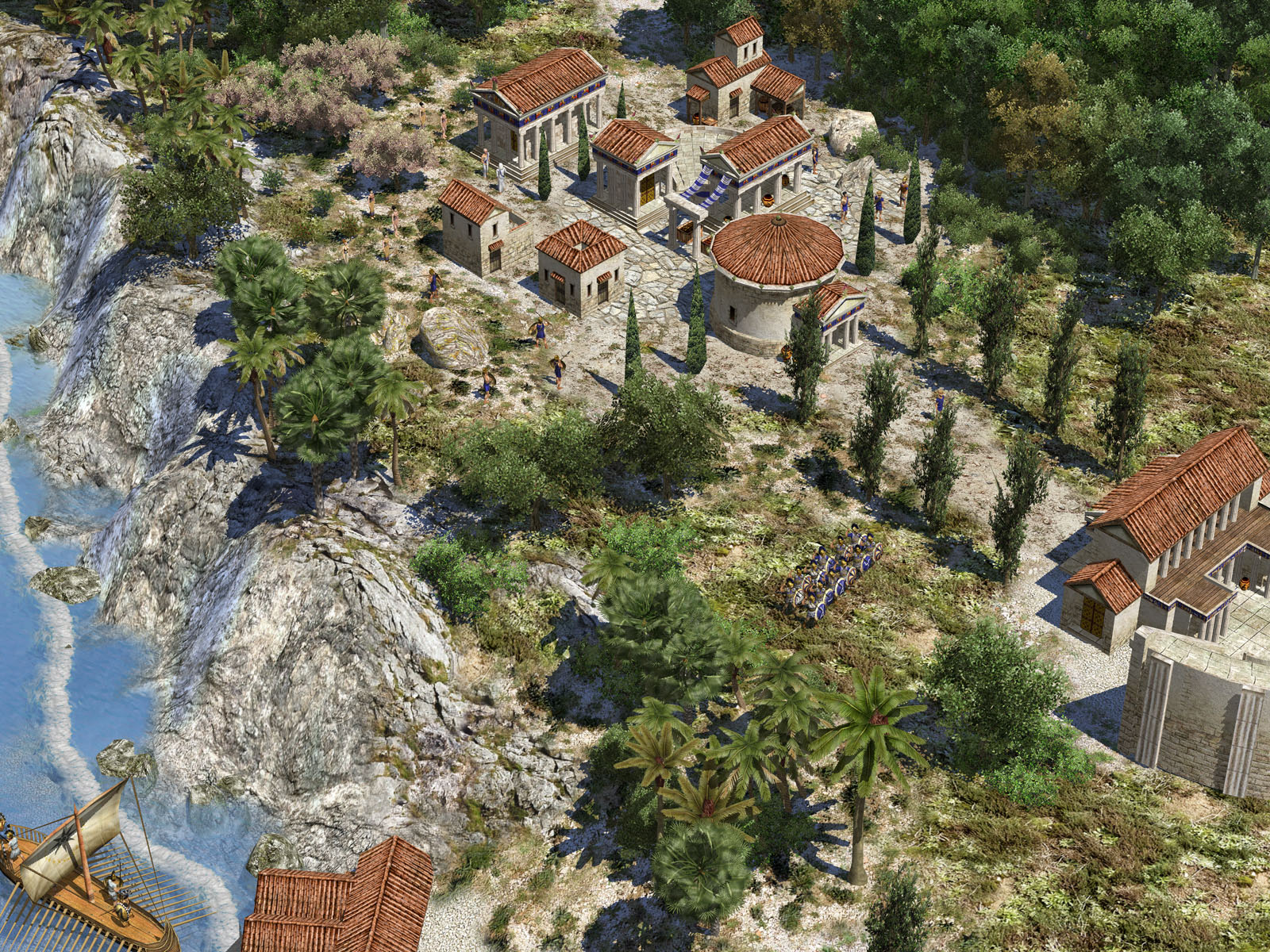
遊戲早期開發中的畫面截圖

0 A.D.由Wildfire Games开发，项目开始2000年酝酿，2003年正式开始，起初目標是要作为帝国时代的遊戲模組，但後來因為世紀帝國遊戲本身的種種限制而選則自立門戶。2008年11月确认将公開源代码，並於2009年7月10日，程序代码、数据正式采用GNU通用公共许可证第2版协议公開，而音效资源、图像资源和文档均采用创作共用（CC-BY-SA-3.0）协议公開。
2010年之前，一直没有释放出预览版，直至同年4月2日才释放出Pre-Alpha 1，但是该版本仅仅为开发版本，无法进行游戏，并且存在着很多BUG。在此之後不断放出alpha版，但目前仍需修補AI和阵型系统。官方對於最終正式版也沒有預訂釋出日期，不過遊戲目前的版本已經可以順暢執行。